# Переднє розташування двигуна

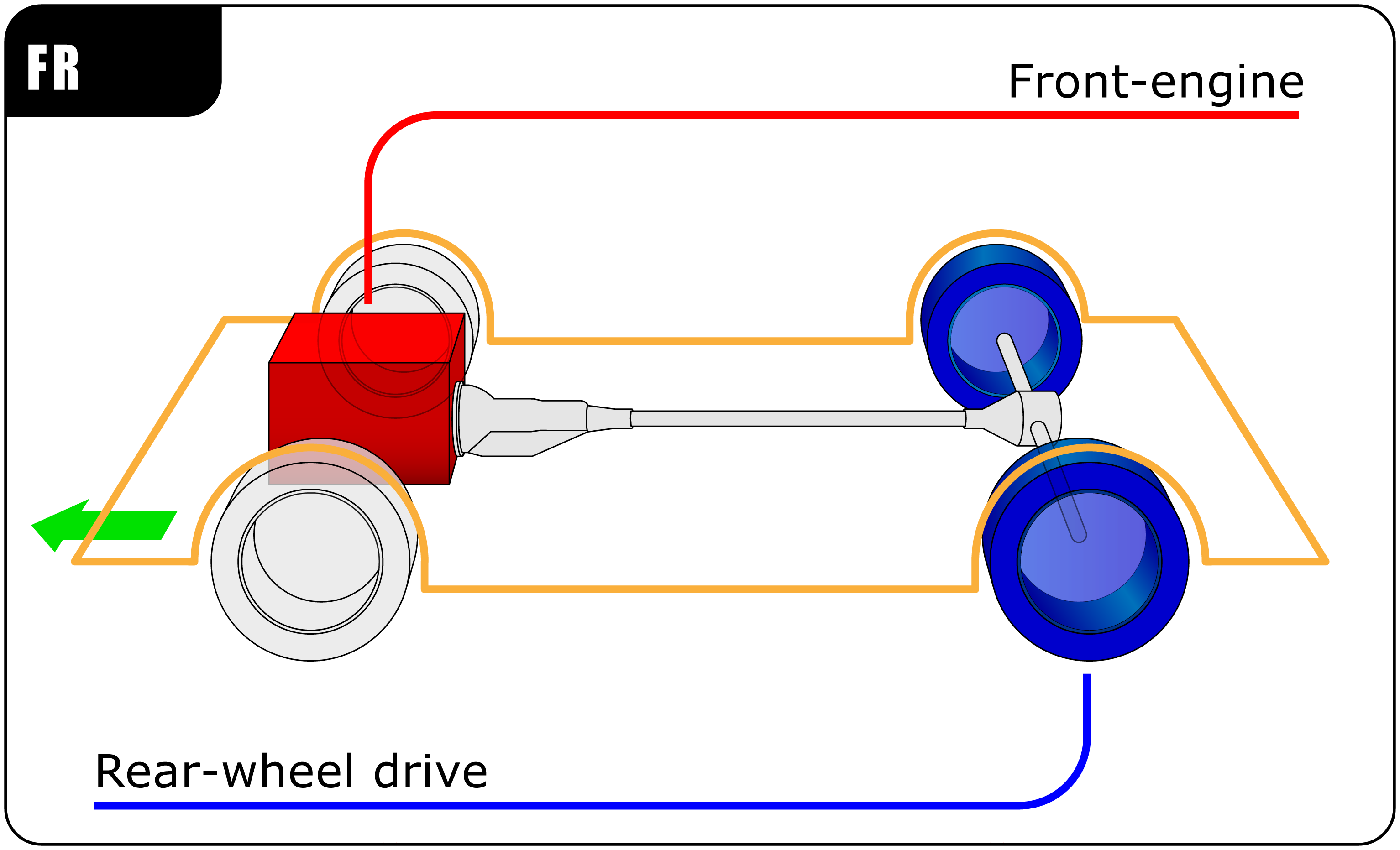
Передньомоторне, задньопривідне компонування

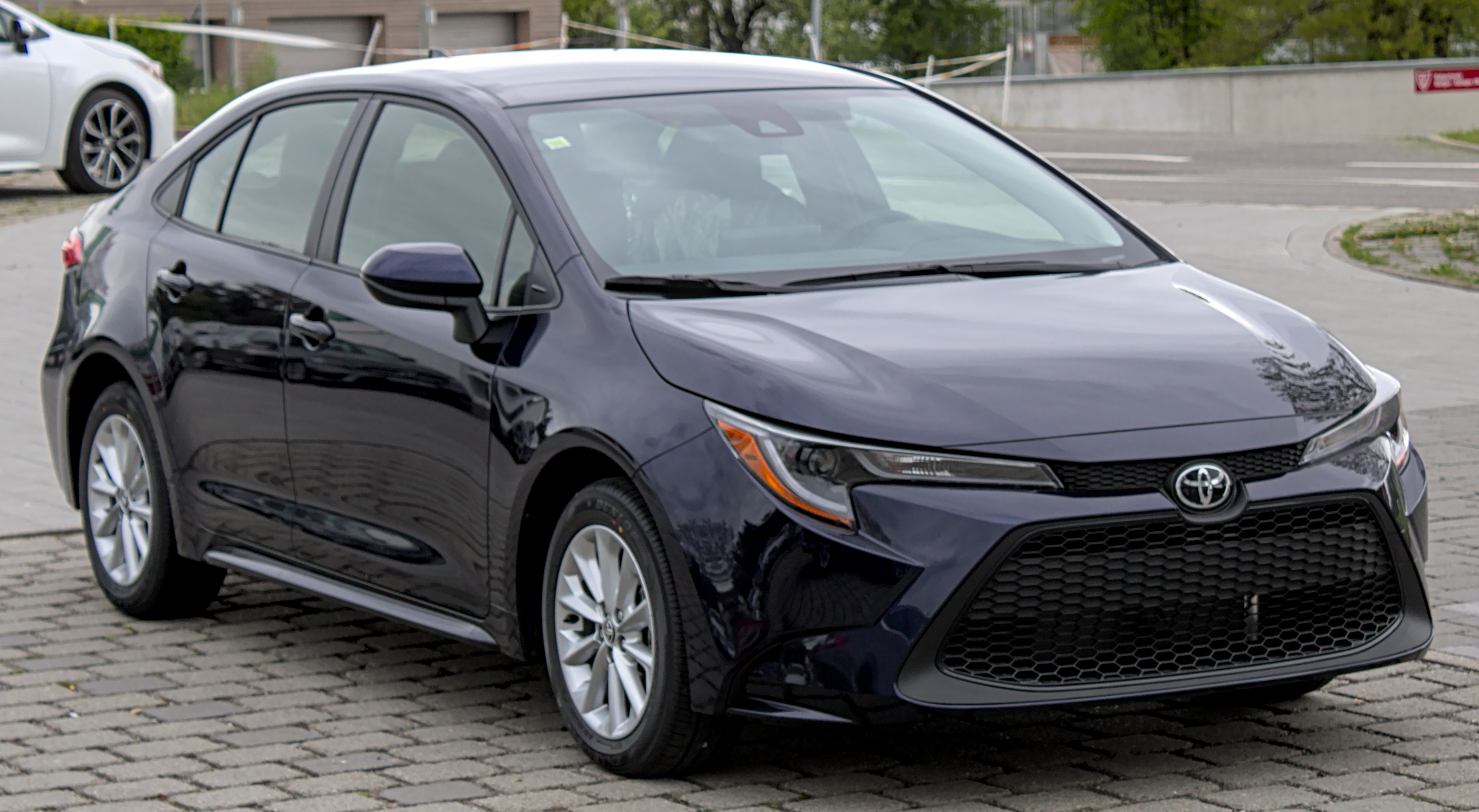
Модель Toyota corolla де застосовано переднє розташування двигуна.

Конструкція з переднім розташуванням двигуна — це автомобільна конструкція з двигуном у передній частині автомобіля, з'єднаним із колесами через карданний вал.

## Види
Основні типи конструкції з переднім розташуванням двигуна:
- Компонування з переднім розташуванням двигуна та заднім приводом, традиційне компонування автомобіля протягом більшої частини 20-го століття
- Компонування з переднім розташуванням двигуна та переднім приводом, яке стало домінуючим у легкових автомобілях наприкінці 20 століття
- Передньомоторне, повнопривідне компонування

Перевагою конструкції переднього двигуна є кращий простір салону для пасажирів, а також більший простір багажника. Недоліком є те, що більша вага авто припадає на передні колеса, а менша — на задні колеса, що спричиняє недостатню поворотність.